# Suessgletscher
Der Suessgletscher ist ein kleiner Gletscher im ostantarktischen Viktorialand. Er zweigt auf etwa 1800 m vom nördlich verlaufenden Newall-Gletscher in südliche Richtung ab und fließt parallel zum Kanada- und dem Lacroix-Gletscher in das Taylor Valley, wo er den Tschadsee westlich begrenzt. Noch weiter östlich findet sich der Hoaresee. Zwischen dem Suess- und dem Lacroix-Gletscher befindet sich das 1882 m hohe Matterhorn und der Mumienteich.
Teilnehmer der Terra-Nova-Expedition (1910–1913) unter der Leitung des britischen Polarforschers Robert Falcon Scott kartierten ihn. Sie benannten ihn nach 
dem österreichischen Geologen Eduard Suess (1831–1914), auf den die Entdeckung Gondwanas zurückzuführen ist.